# Амірабад (Ляхіджан)
Амірабад (перс. اميراباد) — село в Ірані, у дегестані Шірджу-Пошт, у бахші Рудбоне, шагрестані Ляхіджан остану Ґілян. За даними перепису 2006 року, його населення становило 391 особу, що проживали у складі 116 сімей.

## Клімат
Середня річна температура становить 14,76 °C, середня максимальна – 28,31 °C, а середня мінімальна – 0,64 °C. Середня річна кількість опадів – 1142 мм.
| Клімат поселення                              | Клімат поселення | Клімат поселення | Клімат поселення | Клімат поселення | Клімат поселення | Клімат поселення | Клімат поселення | Клімат поселення | Клімат поселення | Клімат поселення | Клімат поселення | Клімат поселення | Клімат поселення |
| Показник                                      | Січ.             | Лют.             | Бер.             | Квіт.            | Трав.            | Черв.            | Лип.             | Серп.            | Вер.             | Жовт.            | Лист.            | Груд.            |                  |
| Середній максимум, °C                         | 9,64             | 9,86             | 12,25            | 17,30            | 21,73            | 25,95            | 28,31            | 28,08            | 25,14            | 20,67            | 15,95            | 11,64            |                  |
| Середня температура, °C                       | 5,13             | 5,35             | 7,76             | 12,81            | 17,23            | 21,50            | 24,57            | 24,34            | 21,41            | 16,93            | 12,20            | 7,90             |                  |
| Середній мінімум, °C                          | 0,64             | 0,87             | 3,26             | 8,31             | 12,72            | 16,96            | 20,84            | 20,60            | 17,68            | 13,18            | 8,46             | 4,16             |                  |
| Норма опадів, мм                              | 104              | 88               | 83               | 41               | 42               | 32               | 31               | 61               | 137              | 220              | 173              | 130              |                  |
| Середньомісячна швидкість вітру, м/с          | 2.44             | 2.50             | 2.51             | 2.50             | 2.63             | 2.70             | 2.70             | 2.40             | 2.26             | 2.12             | 2.10             | 2.28             |                  |
| Середньомісячна сонячна радіація, кДж/м²·день | 7017             | 9041             | 11008            | 15462            | 19940            | 22037            | 22524            | 18870            | 15240            | 10737            | 8538             | 6661             |                  |
| --------------------------------------------- | ---------------- | ---------------- | ---------------- | ---------------- | ---------------- | ---------------- | ---------------- | ---------------- | ---------------- | ---------------- | ---------------- | ---------------- | ---------------- |
| Джерело:                                      |                  |                  |                  |                  |                  |                  |                  |                  |                  |                  |                  |                  |                  |